# Beauziac
Beauziac település Franciaországban, Lot-et-Garonne megyében. Lakosainak száma 236 fő (2022. január 1.). Beauziac Poussignac, Pindères, Casteljaloux és Saint-Martin-Curton községekkel határos.

## Népesség
A település népességének változása:
| Lakosok száma | 192  | 173  | 195  | 240  | 268  | 259  | 237  | 231  | 227  | 236  |
|               | 1968 | 1982 | 1990 | 2006 | 2013 | 2015 | 2017 | 2019 | 2020 | 2022 |